# Europastraße 61
Die Europastraße 61 (E 61) ist eine Europastraße, die durch Österreich, Slowenien, Italien nach Kroatien führt. Sie beginnt in Villach, führt an Kranj (Krainburg) vorbei nach Ljubljana, um dann an Postojna (Adelsberg) vorbei nach Triest zu führen. Von dort aus wird die istrische Halbinsel in südöstlicher Richtung abgeschnitten, bis die Europastraße in Rijeka wieder die Adria erreicht.

## Verlauf
- - Autobahn 11: Villach (Verbindung zu den Europastraßen E 55 und E 66 – österreichisch-slowenische Grenze)
  - A2: österreichisch-slowenische Grenze – Naklo – Kranj – Ljubljana (hier Verbindung zu den Europastraße E 57 und E 652).
  - A1 (gemeinsam mit der Europastraße 70): Ljubljana – Vrhnika – Postojna – Razdrto – Divača
  - A3 (gemeinsam mit der E 70): Sežana – Fernetiči – slowenisch-italienische Grenze
  - Strada Statale 58: slowenisch-italienische Grenze – Fernetti – Villa Opicina – Triest
  - Strada Statale 14: Triest – Basovizza – Pesek di Grozzana – italienisch-slowenische Grenze
  - Glavna cesta 7: Krvavi Potok – Kozina – Starod – slowenisch-kroatische Grenze
  - D8: slowenisch-kroatische Grenze Pasjak – Permani
  - A7: Permani – Kastav – Rijeka (Verbindungen zu den Europastraßen E 65 und E 751).